# Margaretha Ambler

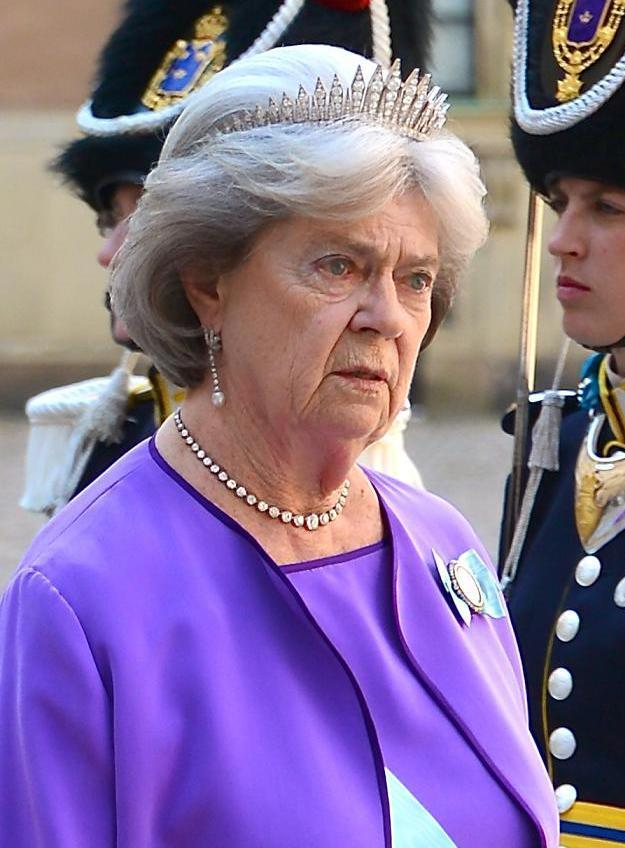
Prinzessin Margaretha (2013)

Prinzessin Margaretha Désirée Victoria, Frau Ambler (* 31. Oktober 1934 auf Schloss Haga, Gemeinde Solna) ist eine schwedische Prinzessin. Sie ist die älteste Schwester des schwedischen Königs Carl XVI. Gustaf.

## Herkunft und Ausbildung
Prinzessin Margaretha wurde als erstes Kind von Gustav Adolf Erbprinz von Schweden und dessen Frau Sibylla von Sachsen-Coburg und Gotha auf dem königlichen Familiensitz Schloss Haga außerhalb von Stockholm geboren. Ihre Großeltern väterlicherseits waren König Gustav VI. Adolf von Schweden und Prinzessin Margaret of Connaught; ihre Großeltern mütterlicherseits waren Herzog Carl Eduard von Sachsen-Coburg und Gotha und seine Frau Viktoria Adelheid von Schleswig-Holstein-Sonderburg-Glücksburg. Margaretha wurde unter der Regentschaft ihres Urgroßvaters Gustav V. von Schweden geboren. Die dänische Königin Margrethe II. ist ihre Cousine ersten Grades. Obwohl sie das älteste Kind war, war sie jedoch gemäß der damals geltenden schwedischen Verfassung als weibliche Nachkommin nicht thronberechtigt.  

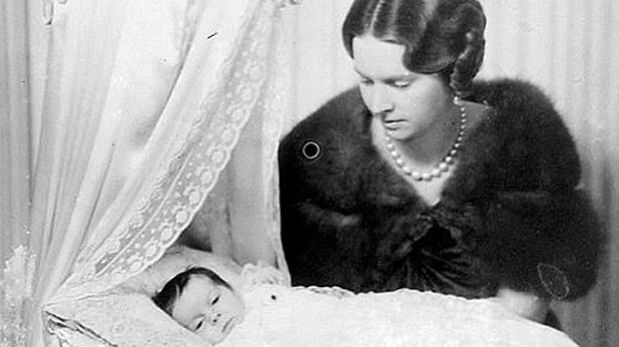
Prinzessin Sibylla mit ihrer neugeborenen Tochter Margaretha, 1934

Margaretha wuchs auf Schloss Haga gemeinsam mit ihren drei Schwestern Birgitta, Désirée und Christina auf. Sie waren als die „Haga-Prinzessinnen“ bekannt, führten ein öffentliches Leben und erhielten starke Beachtung durch die damaligen Zeitungsmedien. Der Tod ihres Vaters im Jahr 1947 bei einem Flugzeugabsturz war für Margaretha ein einschneidendes Erlebnis, auf das sie psychisch sehr stark reagierte. Zur Ablenkung wurde sie daher für ein Jahr zu ihrer Tante Ingrid nach Dänemark geschickt.
Margaretha erhielt zunächst Privatunterricht auf Schloss Haga, später besuchte sie die Modeschule „Märthaskolan“ in Stockholm, wo sie als Damenschneiderin und Näherin ausgebildet wurde. Außerdem studierte sie Kinderpflege.

## Ehe und Kinder

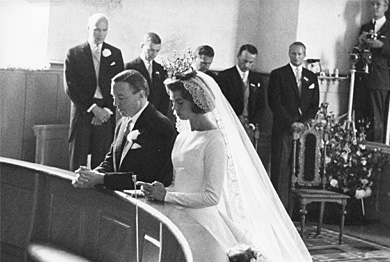
Hochzeit von Margaretha und John Ambler im Juni 1964

In den 1950er Jahren hatte Margaretha eine kurze Beziehung mit dem schottischen Aristokraten, Jazzpianisten und Autor Robin Douglas-Home, einem Neffen des späteren britischen Premierministers Alec Douglas-Home. Beide hatten sich in einem Londoner Night-Club kennengelernt, wo Douglas-Home als Barpianist arbeitete. Douglas-Home besuchte Margaretha auch in Schweden; die beiden heirateten jedoch nicht. In der Presse kam es zu Spekulationen, Margarethas Mutter Sibylla hätte ihrer Tochter die Verbindung verboten. Ingrid Björnberg, Margarethas Erzieherin und Vertraute, äußerte sich in ihren Memoiren jedoch dahingehend, dass das Auseinandergehen der Beziehung auf Margarethes Weigerung beruhte, mit Douglas-Home die Ehe einzugehen.
1963 lernte Margaretha in Großbritannien auf einer Dinner-Party ihren zukünftigen Ehemann, den 10 Jahre älteren  britischen Geschäftsmann John Ambler, kennen. Ihre Verlobung wurde am 28. Februar 1964 bekanntgegeben. Die Trauung fand am 30. Juni 1964, in der Kirche von Gärdslösa, auf der Insel Öland statt. Margaretha trug ein Hochzeitskleid der Stockholmer Modeschule „Märthaskolan“, wo sie einst selbst gelernt hatte, und eine traditionelle Hochzeitskrone der Insel Öland. Infolge ihrer nicht standesgemäßen Ehe verlor sie das Prädikat „Königliche Hoheit“, behielt aber als Enkeltochter des Königs den Prinzessinnentitel.
Das Paar ließ sich auf Chippinghurst Manor in der Grafschaft Oxfordshire nieder. Aus der Ehe gingen drei Kinder hervor:
- Sibylla Louise Ambler (* in London, 14. April 1965); den Namen erhielt sie nach ihrer Großmutter mütterlicherseits Sibylla von Sachsen-Coburg und Gotha. Sie heiratete Baron Henning von Dincklage (* Esslingen am Neckar, 29. April 1971). Das Paar lebt in München. Sie haben zwei gemeinsame Kinder. Die Tochter Madeleine Charlotte Margaretha von Dincklage ist die Patentochter von Kronprinzessin Victoria von Schweden und war Brautjungfer bei ihrer Hochzeit;
- Charles Edward Ambler (* in London, 14. Juli 1966);
- James Patrick Ambler (* in Oxford, 10. Juni 1969).

Die Amblers führten in Großbritannien ein privates, weitgehend zurückgezogenes Leben; man sah sie fast ausschließlich bei Familienfesten. Margaretha übernahm jedoch bis Ende der 1990er Jahre viele Jahre die Eröffnung des traditionellen Weihnachtsbasars der Schwedischen Kirche in Großbritannien, der alljährlich in London stattfand. Wegen finanzieller Schwierigkeiten musste John Ambler das Familienanwesen Chippinghurst Manor Anfang der 1990er Jahre verkaufen.
Margaretha und ihr Ehemann John Ambler trennten sich 1994, ließen sich jedoch nicht scheiden, John Ambler starb am 31. Mai 2008.

## Repräsentative Aufgaben
Im Juni 1960 besuchte Margaretha gemeinsam mit ihrer Cousine Kronprinzessin Margrethe von Dänemark und ihrer Tante Prinzessin Astrid von Norwegen anlässlich des ersten Transatlanikflugs von Scandinavian Airlines die Vereinigten Staaten. Während ihres Besuchs reisten sie u. a. nach Disneyland und Hollywood; sie besuchten auch die Paramount Studios in Los Angeles, wo sie Dean Martin, Jerry Lewis und Elvis Presley trafen.
Margaretha lebt mittlerweile allein in Chipping Norton in der Grafschaft Oxfordshire in Großbritannien. Sie nimmt in Großbritannien keinerlei öffentliche Aufgaben für die schwedische Königsfamilie wahr.
Sie nimmt jedoch regelmäßig an Familienfeierlichkeiten (Thronjubiläen, Hochzeiten, Beerdigungen) der schwedischen Königsfamilie teil. Sie war u. a. bei den Feierlichkeiten zum 60. Geburtstag ihres Bruders Carl XVI. Gustaf (2006), beim Gedenkgottesdienst zum 40-jährigen Thronjubiläum ihres Bruders Carl XVI. Gustaf  (2013), bei der Hochzeit ihrer Nichte Kronprinzessin Victoria von Schweden mit Daniel Westling (2010), bei der Hochzeit ihrer Nichte Madeleine von Schweden (2013) und bei der Hochzeit ihres Neffen Carl Philip von Schweden (2015) anwesend.

## Ehrungen (Auswahl)
Nationale Ehrungen:
- Schweden: Mitglied des Großkreuzes des Königlichen Seraphinenordens (LoK av KMO)[13][14]
- Schweden: Mitglied des Königlichen Familienordens von König Gustaf VI. Adolf[15]
- Schweden: Mitglied des Königlichen Familienordens von König Carl XVI. Gustaf[16]

Internationale Ehrungen:
- Niederlande: Rittergroßkreuz des Nassauischen Hausordens vom Goldenen Löwen[17]

## Vorfahren
| Ahnentafel von Margaretha Ambler | Ahnentafel von Margaretha Ambler | Ahnentafel von Margaretha Ambler | Ahnentafel von Margaretha Ambler | Ahnentafel von Margaretha Ambler | Ahnentafel von Margaretha Ambler | Ahnentafel von Margaretha Ambler | Ahnentafel von Margaretha Ambler | Ahnentafel von Margaretha Ambler |
| -------------------------------- | --- | --- | --- | --- | --- | --- | --- | --- |
| Ururgroßeltern                   | König Oskar II. (1829–1907) ⚭ 1857 Prinzessin Sophia von Nassau (1836–1913)                                                                | Großherzog Friedrich I. von Baden (1826–1907) ⚭ 1856 Prinzessin Luise von Preußen (1838–1923)                                              | Prinz Albert von Sachsen-Coburg und Gotha (1819–1861) ⚭ 1840 Königin Victoria von Großbritannien und Irland (1819–1901)                    | Prinz Friedrich Karl Nikolaus von Preußen (1828–1885) ⚭ 1854 Prinzessin Maria Anna von Anhalt-Dessau (1837–1906)                           | Prinz Albert von Sachsen-Coburg und Gotha (1819–1861) ⚭ 1840 Königin Victoria von Großbritannien und Irland (1819–1901)                                  | Fürst Georg Viktor zu Waldeck und Pyrmont (1831–1893) ⚭ 1853 Prinzessin Helene von Nassau-Weilburg (1831–1888)                                           | Herzog Friedrich von Schleswig-Holstein-Sonderburg-Glücksburg (1814–1885) ⚭ 1854 Prinzessin Adelheid Christine zu Schaumburg-Lippe (1821–1899)                                     | Herzog Friedrich VIII. von Schleswig-Holstein (1829–1880) ⚭ 1856 Prinzessin Adelheid Victoria zu Hohenlohe-Langenburg (1835–1900)                                                  |
| Urgroßeltern                     | König Gustav V. (1858–1950) ⚭ 1881 Prinzessin Viktoria von Baden (1862–1930)                                                               | König Gustav V. (1858–1950) ⚭ 1881 Prinzessin Viktoria von Baden (1862–1930)                                                               | Prinz Arthur, Duke of Connaught and Strathearn (1850–1942) ⚭ 1879 Prinzessin Luise Margareta von Preußen (1860–1917)                       | Prinz Arthur, Duke of Connaught and Strathearn (1850–1942) ⚭ 1879 Prinzessin Luise Margareta von Preußen (1860–1917)                       | Prinz Leopold, Duke of Albany (1853–1884) ⚭ 1882 Prinzessin Helene zu Waldeck und Pyrmont (1861–1922)                                                    | Prinz Leopold, Duke of Albany (1853–1884) ⚭ 1882 Prinzessin Helene zu Waldeck und Pyrmont (1861–1922)                                                    | Herzog Friedrich Ferdinand von Schleswig-Holstein-Sonderburg-Glücksburg (1855–1934) ⚭ 1885 Prinzessin Caroline Mathilde von Schleswig-Holstein-Sonderburg-Augustenburg (1860–1932) | Herzog Friedrich Ferdinand von Schleswig-Holstein-Sonderburg-Glücksburg (1855–1934) ⚭ 1885 Prinzessin Caroline Mathilde von Schleswig-Holstein-Sonderburg-Augustenburg (1860–1932) |
| Großeltern                       | König Gustav VI. Adolf (1882–1973) ⚭ 1905 Prinzessin Margaret of Connaught (1882–1920)                                                     | König Gustav VI. Adolf (1882–1973) ⚭ 1905 Prinzessin Margaret of Connaught (1882–1920)                                                     | König Gustav VI. Adolf (1882–1973) ⚭ 1905 Prinzessin Margaret of Connaught (1882–1920)                                                     | König Gustav VI. Adolf (1882–1973) ⚭ 1905 Prinzessin Margaret of Connaught (1882–1920)                                                     | Herzog Carl Eduard von Sachsen-Coburg und Gotha (1884–1954) ⚭ 1905 Prinzessin Viktoria Adelheid von Schleswig-Holstein-Sonderburg-Glücksburg (1885–1970) | Herzog Carl Eduard von Sachsen-Coburg und Gotha (1884–1954) ⚭ 1905 Prinzessin Viktoria Adelheid von Schleswig-Holstein-Sonderburg-Glücksburg (1885–1970) | Herzog Carl Eduard von Sachsen-Coburg und Gotha (1884–1954) ⚭ 1905 Prinzessin Viktoria Adelheid von Schleswig-Holstein-Sonderburg-Glücksburg (1885–1970)                           | Herzog Carl Eduard von Sachsen-Coburg und Gotha (1884–1954) ⚭ 1905 Prinzessin Viktoria Adelheid von Schleswig-Holstein-Sonderburg-Glücksburg (1885–1970)                           |
| Eltern                           | Gustav Adolf Erbprinz von Schweden, Herzog von Västerbotten (1906–1947) ⚭ 1932 Prinzessin Sibylla von Sachsen-Coburg und Gotha (1908–1972) | Gustav Adolf Erbprinz von Schweden, Herzog von Västerbotten (1906–1947) ⚭ 1932 Prinzessin Sibylla von Sachsen-Coburg und Gotha (1908–1972) | Gustav Adolf Erbprinz von Schweden, Herzog von Västerbotten (1906–1947) ⚭ 1932 Prinzessin Sibylla von Sachsen-Coburg und Gotha (1908–1972) | Gustav Adolf Erbprinz von Schweden, Herzog von Västerbotten (1906–1947) ⚭ 1932 Prinzessin Sibylla von Sachsen-Coburg und Gotha (1908–1972) | Gustav Adolf Erbprinz von Schweden, Herzog von Västerbotten (1906–1947) ⚭ 1932 Prinzessin Sibylla von Sachsen-Coburg und Gotha (1908–1972)               | Gustav Adolf Erbprinz von Schweden, Herzog von Västerbotten (1906–1947) ⚭ 1932 Prinzessin Sibylla von Sachsen-Coburg und Gotha (1908–1972)               | Gustav Adolf Erbprinz von Schweden, Herzog von Västerbotten (1906–1947) ⚭ 1932 Prinzessin Sibylla von Sachsen-Coburg und Gotha (1908–1972)                                         | Gustav Adolf Erbprinz von Schweden, Herzog von Västerbotten (1906–1947) ⚭ 1932 Prinzessin Sibylla von Sachsen-Coburg und Gotha (1908–1972)                                         |
| Margaretha Ambler                | | | | | | | | |